# Camarones (kommun)
Camarones är en kommun i Chile.   Den ligger i provinsen Provincia de Arica och regionen Región de Arica y Parinacota, i den norra delen av landet, 1 600 km norr om huvudstaden Santiago de Chile.
Trakten runt Camarones är ofruktbar med lite eller ingen växtlighet. Trakten runt Camarones är nära nog obefolkad, med mindre än två invånare per kvadratkilometer.